# Слободо-Туринский район
Слободо-Тури́нский район — административно-территориальная единица (район) и муниципальное образование (муниципальный район) в Свердловской области, относится к Восточному управленческому округу.
Административный центр — село Туринская Слобода.

## География
Слободо-Туринский район расположен в юго-восточной части Свердловской области, в восточной части Восточного округа в составе области. Площадь Слободо-Туринского района — 2709,10 км², что составляет около 1,4 % общей площади Екатеринбуржья. Восточная граница района является одновременно межрегиональной границей Свердловской и Тюменской областей, а также границей между Уральским и Западно-Сибирским экономическими районами России. Тем не менее, здесь не проходит граница между федеральными округами, как в других частях страны, потому что границы одноимённых федерального округа и экономического района не совпадают: и Екатеринбуржье, и соседняя Тюменская область являются частью одного Уральского федерального округа.
Административный центр Слободо-Туринского района — село Туринская Слобода — находится в географическом центре данной административно-территориальной единицы. Село одновременно является административным центром расположенного в центральной и восточной частях района Слободо-Туринского сельского поселения, одного из четырёх сельских поселений в составе муниципального района. На северо-западе Слободо-Туринского района находится Сладковское сельское поселение, на западе — Ницинское сельское поселение, на юго-востоке — Усть-Ницинское сельское поселение.
С физико-географической точки зрения, Слободо-Туринский район находится в Западной Сибири, на Туринской равнине.
Слободо-Туринский район граничит:
- на востоке — с Нижнетавдинским и Тюменским районами соседней Тюменской области;
- с другими районами Свердловской области:
  - на юге — с Тугулымским,
  - на западе — с Байкаловским,
  - на северо-западе — с Туринским,
  - на северо-востоке — с Тавдинским.

### Водоёмы

#### Реки
Естественным стержнем района является Тура — самая длинная река в Свердловской области, которая протекает здесь с северо-запада на юго-восток. Длина реки в пределах района — около 100 км, общая протяжённость — 1030 км. В границах Слободо-Туринского района в Туру впадают реки (по течению реки): Горелка, Томиловка, Сарагулка, Вязовка, Бедбайка, Елынка, Шайтанка, Кузнецовка, Погорелка, Ница, Тегень, Липка и другие мелкие притоки.
Река Тегень является второй по протяжённости рекой Слободо-Туринского района, если считать длину реки только в границах района. Тегень протекает в восточной части района с севера на юг и впадает в Туру слева вблизи деревни Шадринки. Общая длина реки — 90 км, из них примерно 70 км в пределах района. Притоки в Слободо-Туринском районе (по течению реки): Ишкулка, Большой Кучаж, Хмелевка и мелкие водотоки.
Река Ница является третьей после Туры по длине в пределах Слободо-Туринского района и второй по длине в целом среди рек, протекающих по району. Её общая длина — 262 км, из них менее 50 км река течёт по району. Притоки Ницы в Слободо-Туринском районе (по течению реки): Яртакуст, Бобровка, Мизинка, Межница и мелкие водотоки.
Река Липка протекает в южной части Слободо-Туринского района с запада на восток, постепенно меняя своё направление на северо-восток. Река впадает в Туру по правому её берегу, а в пределах района принимает следующие притоки: Палымка, Курейка и ещё несколько мелких рек

#### Болота и озёра
В Слободо-Туринском районе расположено множество болот, особенно в пойме реки Тегень. Внутрирайонные болота: Бугроватое, Ваганово, Лебяжье, Мартыново, Морошкино, Ольховское, Рям, Симоново, Церковное и др. Болота на межрайонных и межобластной границах, частично находящиеся в Слободо-Туринском районе: Антоновское, Власенное, Вязовский Рям, Емангильское, Клюквенное, Островное, Переймы, Сагайский Угол, Чистое, Ямское и др.
В Слободо-Туринском районе также множество озёр. Внутрирайонные озёра, включая старицы: Барбашино, Верхнее, Глухое, Ерзовское, Зыряновское, Коржавинское, Кривое, Круглое, Ницинское, Нижнее, Осиновка, Пачкитель, Песчаное, Подборное, Подворное, Среднее, Тегень, Черемное; пограничные с другими районами: Бобровское, Скомороховское и др.

### Транспорт
По территории Слободо-Туринского района пролегают участки следующих автодорог:
- Туринская Слобода — Туринск (соединяет центр с с северо-западом района, проходя вдоль правого берега Туры; протяжённость дороги в границах района — 38 км);
- Туринская Слобода — Байкалово (соединяет центр с юго-западом; протяжённость в границах района — 27 км);
- Краснослободское — Тюмень (соединяет упомянутую выше автодорогу на Байкалово с юго-востоком; протяжённость в границах района — 45 км).

Данные автодороги не только являются основными и связующими в районе, но и служат в качестве внешней транспортной связи с соседними городами и районами.
Полностью внутренними, но тоже связывающими районный центр с другими населёнными пунктами являются дороги:
- Туринская Слобода — Сагай,
- Туринская Слобода — Тимофеево,
- Бобровское — Ницинское — Звезда,
- Туринская Слобода — Звезда,
- Сладковское — Макуй,
- Пушкарёво 2-е — Барбашина.

## История

### Древнейшая история
Самые древние поселения человека, остатки которых обнаружены на территории района, относятся к бронзовому веку (4—1 тыс. лет до н. э.). Это стоянки Красноярская I и Красноярская II неподалёку от деревни Красный Яр и Юртинское селище возле деревни Юрты. Возле этой деревни находятся также Юртинские курганы, датируемые 1-м тысячелетием нашей эры.
К железному веку (1 тыс. лет до н. э.) относится городище Тимино поблизости от деревни Тиминой.

### Присоединение к Российскому государству
В первой половине XVII века появляются первые русские поселения на территории района. В 1622 году архиепископ Сибирский Киприан заложил Усть-Ницинскую слободу, старейшее из сёл района. В 1624 году боярский сын Степан Молчанов основал Ницинскую (Красную) слободу. В 1627 году заложена Бобровская слобода. В 1646 году слободчиком Давыдом Андреевым основана Туринская слобода, нынешний районный центр.
В 1774 году гарнизон Краснослободского острога участвовал в подавлении крестьянского восстания Емельяна Пугачёва, которое поддержали крестьяне соседних волостей: Байкаловской, Еланской, Зайковской.

### Две губернии
В результате административной реформы 1781 года Бобровская и Краснослободская волости вошли в состав Ирбитского уезда Пермской губернии, Пушкарёвская и Слободо-Туринская волости — в состав Туринского уезда Тобольской губернии, а Липчинская и Усть-Ницинская волости — в состав Тюменского уезда той же губернии.
В 1917—1919 годах на территории района проходила гражданская война. В 1919 году установлена советская власть.
Осенью 1919 года был организован один из первых на Урале колхозов Ницинский.

### Слободо-Туринский район
12 ноября 1923 года Постановлением ВЦИК был образован Слободо-Туринский район в составе Ирбитского округа вновь образованной Уральской области РСФСР.
17 января 1934 года после разделения Уральской области на три новых, район вошёл в состав Свердловской области.
10 октября 1937 года селения Васильевское и Левочкинское Кирилловского сельсовета были перечислены в Велижанский район Омской области.
21 августа 1938 года была утверждена сеть сельсоветов Слободо-Туринского района: Ермаковский сельсовет — д. Ермакова (центр сельсовета), Антропова, Замотаева, Зуева, Речухи и выс. Петровский, переданный из Усть-Ницинского сельсовета; Жиряковский сельсовет — д. Жирякова (центр сельсовета), Ларионова, Лукина, Черемнова и выс. Увал, переданный из Тимофеевского сельсовета; Коржавинский сельсовет — д. Храмцова (центр сельсовета), Давыдкова и выс. Гора, Карсачье и Лужки, с переименованием сельсовета в Храмцовский; Краснослободской сельсовет — с. Краснослободское (центр сельсовета), д. Мизинка, усадьба МТС и д. Ивановка, переданная из Ивановского сельсовета, д. Репина из Мельниковского сельсовета; Кругловский сельсовет — пос. Высокогорский (центр сельсовета), пос. Данилова Грива, Кругловский, дом лесника, пос. Седуновский и выс. Михеево, передаванный из Решетниковского сельсовета, c переименованием сельсовета в Высоковский; Малиновский сельсовет — д. Малиновка (центр сельсовета) и Ишкулка, пос. Весёлый, Осиновский, Пустынский, Стариковский и Тягеньский и переданные из Слободо-Туринского сельсовета выс. Восход Солнца и Шайтанка; Мельниковский сельсовет — д. Голякова (центр сельсовета), Мельникова и переданные из Ерзовского сельсовета д. Картагулова и выс. Катница и из Усть-Ницинского сельсовета выс. Мальцевский и Ольховский, с переименованием сельсовета в Голяковский; Решетниковский сельсовет — д. Решетникова (центр сельсовета), Городище, Плясунова и пос. Макарова; Слободо-Туринский сельсовет — с. Туринская Слобода (центр сельсовета) и выс. Захаровка, Обросовка, Раздолье и Рябиновка; Тимофеевский cельсовет — с. Тимофеевское (центр сельсовета), д. Луговая и Фуртикова, выс. Борок и Лукина и переданная из Ерзовского сельсовета д. Нехорошкова; Усть-Ницинский сельсовет — с. Усть-Ницинское и передаванная из Ерзовского сельсовета д. Ерзовка; Ницинский сельсовет — ферма № 2 Ницинского совхоза (центр сельсовета), выс. Александровский, Бикрева, Даньшино, Дрянновка, Красный Луч, Митрофановка, Петровский и пос. Центральная усадьба Ницинского совхоза, ферма № 3 Ницинского совхоза, ферма № 2 Ницинского совхоза, переданные из Ивановского сельсовета, выс. Ивановский, переданный из Коржавинского сельсовета, и выс. Архангелово из Слободо-Туринского сельсовета. Сельсоветы Андроновский, Куминовский, Макуевский, Пушкаревский, Сладковский, Тазовский и Фалинский остались в старом составе. Сельсоветы Ерзовский и Ивановский были расформированы.
6 августа 1940 года населённый пункт Петровский был перечислен из Ермаковского сельсовета Слободо-Туринского района в Зубковский сельсовет Тугулымского района.
27 марта 1941 года населённый пункт Сагай был перечислен из Велижанского района Омской области в Решетниковский сельсовет Слободо-Туринского района.
16 апреля Тазовский сельсовет был передан из Слободо-Туринского района в Туринский.
13 ноября 1942 года д. Овчинникова была перечислена из Шадринского сельсовета Тугулымского района в Решетниковский сельсовет Слободо-Туринского района. Шадринский сельсовет был ликвидирован.
11 декабря 1950 года были перечислены населённые пункты: Репино — из Краснослободского сельсовета в Голяковский сельсовет; Красный Яр, Маркова и Заимка — из Фалинского сельсовета в Тимофеевский сельсовет.
6 июля 1951 года выс. Круглово был перечислен из Высоковского сельсовета в Решетниковский.
5 июня 1952 года Фалинский сельсовет был объединён со Слободо-Туринским.
18 июня 1954 года д. Шайтанка была перечислена из состава Малиновского сельсовета в Слободо-Туринский, Андроновский сельсовет был объединён с Храмцовским, Ермаковский — с Голяковским.
15 июня 1956 года д. Раздолье была перечислена из Липовского сельсовета Туринского района в Куминовский сельсовет Слободо-Туринского района.
17 мая 1957 года населённые пункты Карташёва, Тимина и Юрты были переданы из Нижнеиленского сельсовета Еланского района в Ницинский сельсовет Слободо-Туринского района.
29 мая 1958 года Жиряковский сельсовет был объединён с Усть-Ницинским, Высоковский с Решетниковским.
24 июля 1959 года Макуевский сельсовет был объединён со Сладковский, в состав Сладковского совета вошли также д. Андронова, Новая, Куликова из Храмцовского сельсовета.
25 ноября 1960 года на территории Ницинского сельсовета были зарегистрированы с. Ницинское, д. Ключи, пос. Звезда; на территории Краснослободского сельсовета — пос. Рассвет.
26 мая 1961 года Бобровский сельсовет был перечислен из Байкаловского района в Слободо-Туринский.
С 1 февраля 1963 Слободо-Туринский район был упразднён, Бобровский, Голяковский, Краснослободский, Куминовский, Малиновский, Ницинский, Пушкарёвский, Решетниковский, Сладковский, Слободо-Туринский, Тимофеевский, Усть-Ницинский, Храмцовский, Голышевский и Липчинский сельсоветы были переданы в состав Туринского сельского района.
13 января 1965 года Слободо-Туринский район был восстановлен.
13 мая 1967 года д. Шадринка была передана из Липчинского сельсовета в Решетниковский.
16 ноября 1972 года были упразднены: д. Луговая и Сергеева Куминовского сельсовета; д. Лужбина Липчинского сельсовета; д. Тимина Ницинского сельсовета.
12 апреля 1973 года была упразднена д. Майорова Сладковского сельсовета исключена из списка как прекратившая существование.
27 ноября 1974 года Малиновский сельсовет был упразднён и д. Малиновка передана в Слободо-Туринский сельсовет.
30 декабря 1976 были упразднены д. Фролова Бобровского сельсовета, д. Ключи Ницинского сельсовета, д. Высокая Решетниковского сельсовета, д. Ишкулка Слободо-Туринского (ранее Малиновского) сельсовета, д. Ларионова Усть-Ницинского сельсовета.
9 февраля 1977 года были уточнены как правильные наименования: д. Кадцина (вместо д. Катцина) Голяковского сельсовета; пос. Звезда (вместо д. Звезда) Ницинского сельсовета; д. Сагай (вместо д. Сагай (Юрты-Тегень)) Решетниковского сельсовета; с. Храмцово (вместо с. Храмцово(а)) Храмцовского сельсовета; д. Давыдкова (вместо д. Давыдкова(о)) Храмцовского сельсовета.
1 апреля в Бобровском сельсовете д. Малая Бобровка была объединена с с. Бобровским.

### Муниципальное образование
По итогам местного референдума 17 декабря 1995 года, 7 июня 1996 года было образовано муниципальное образование Слободо-Туринский район в составе 13 администраций сельсоветов: Слободо-Туринская, Сладковская, Пушкаревская, Куминовская, Храмцовская, Краснослободская, Усть-Ницинская, Голяковская, Липчинская, Ницинская, Бобровская, Тимофеевская, Решетниковкая.
17 декабря 1996 года муниципальное образование было включено в областной реестр.
25 октября 2004 года законом Свердловской области № 150-ОЗ муниципальное образование «Слободо-Туринский район» наделено статусом муниципального района. В границах муниципального района образованы четыре сельских поселения.
Название Слободо-Туринский муниципальный район было утверждено с 1 января 2006 года.

## Население
| 1959    | 1970    | 1979    | 1989    | 2002    | 2009    | 2010    |
| ------- | ------- | ------- | ------- | ------- | ------- | ------- |
| 20 721  | ↗22 330 | ↘18 647 | ↗18 950 | ↘17 034 | ↘15 954 | ↘15 091 |
| 2011    | 2012    | 2013    | 2014    | 2015    | 2016    | 2017    |
| ↘15 032 | ↘14 660 | ↘14 233 | ↘13 926 | ↘13 661 | ↘13 395 | ↘13 210 |
| 2018    | 2019    | 2020    | 2021    | 2023    |         |         |
| ↘12 974 | ↘12 763 | ↘12 671 | ↘11 998 | ↘11 755 |         |         |

## Муниципально-территориальное устройство
В состав муниципального района входят 4 сельских поселения, состоящих из 47 населённых пунктов:
| № | Сельские поселения                   | Адм. центр             | Кол-во н.п. | Население | Площадь, км² |
| - | ------------------------------------ | ---------------------- | ----------- | --------- | ------------ |
| 1 | Ницинское сельское поселение         | село Ницинское         | 4           | ↘1024     |              |
| 2 | Сладковское сельское поселение       | село Сладковское       | 10          | ↘1645     |              |
| 3 | Слободо-Туринское сельское поселение | село Туринская Слобода | 13          | ↘6411     |              |
| 4 | Усть-Ницинское сельское поселение    | село Усть-Ницинское    | 20          | ↘2675     |              |

## Населённые пункты, административно-территориальное устройство
В состав района входят 46 населённых пунктов, которые до 1 октября 2017 года объединялись в 13 сельсоветов.

### Населённые пункты
| №  | Населённый пункт  | Тип              | Население | Сельское поселение |
| -- | ----------------- | ---------------- | --------- | ------------------ |
| 1  | Андронова         | деревня          | ↘166      | Сладковское        |
| 2  | Барбашина         | деревня          | ↘129      | Сладковское        |
| 3  | Бобровское        | село             | ↘188      | Ницинское          |
| 4  | Бурмакина         | деревня          | ↘49       | Усть-Ницинское     |
| 5  | Голышева          | деревня          | ↘44       | Усть-Ницинское     |
| 6  | Голякова          | деревня          | ↘104      | Усть-Ницинское     |
| 7  | Городище          | деревня          | ↗15       | Слободо-Туринское  |
| 8  | Давыдкова         | деревня          | ↗13       | Слободо-Туринское  |
| 9  | Ермакова          | деревня          | ↘182      | Усть-Ницинское     |
| 10 | Ермолина          | деревня          | ↗71       | Усть-Ницинское     |
| 11 | Ёлкина            | деревня          | ↘78       | Усть-Ницинское     |
| 12 | Жирякова          | деревня          | ↘78       | Усть-Ницинское     |
| 13 | Замотаева         | деревня          | ↘31       | Усть-Ницинское     |
| 14 | Звезда            | посёлок          | ↘169      | Ницинское          |
| 15 | Зуева             | деревня          | ↘96       | Усть-Ницинское     |
| 16 | Ивановка          | деревня          | ↘147      | Усть-Ницинское     |
| 17 | Калугина          | деревня          | ↗21       | Усть-Ницинское     |
| 18 | Коржавина         | деревня          | ↘83       | Слободо-Туринское  |
| 19 | Краснослободское  | село             | ↘574      | Усть-Ницинское     |
| 20 | Красный Яр        | деревня          | ↘185      | Слободо-Туринское  |
| 21 | Куминовское       | село             | ↘235      | Сладковское        |
| 22 | Липчинское        | село             | ↘436      | Усть-Ницинское     |
| 23 | Лукина            | деревня          | ↘25       | Усть-Ницинское     |
| 24 | Макуй             | деревня          | ↘166      | Сладковское        |
| 25 | Малиновка         | деревня          | ↗2        | Слободо-Туринское  |
| 26 | Маркова           | деревня          | ↘10       | Слободо-Туринское  |
| 27 | Мельникова        | деревня          | ↘15       | Усть-Ницинское     |
| 28 | Мельничная        | деревня          | ↗9        | Усть-Ницинское     |
| 29 | Ницинское         | село             | ↘580      | Ницинское          |
| 30 | Овчинникова       | деревня          | ↘46       | Слободо-Туринское  |
| 31 | Пушкарёво 1-е     | село             | ↘107      | Сладковское        |
| 32 | Пушкарёво 2-е     | село             | ↘100      | Сладковское        |
| 33 | Рассвет           | посёлок          | ↘67       | Усть-Ницинское     |
| 34 | Решетникова       | деревня          | ↘329      | Слободо-Туринское  |
| 35 | Сагай             | деревня          | ↘57       | Слободо-Туринское  |
| 36 | Сладковское       | село             | ↘657      | Сладковское        |
| 37 | Суханова          | деревня          | ↘44       | Сладковское        |
| 38 | Тимофеево         | село             | ↘298      | Слободо-Туринское  |
| 39 | Томилова          | деревня          | ↘80       | Сладковское        |
| 40 | Туринская Слобода | село, адм. центр | ↘4973     | Слободо-Туринское  |
| 41 | Усть-Ницинское    | село             | ↘713      | Усть-Ницинское     |
| 42 | Фалина            | деревня          | ↘124      | Слободо-Туринское  |
| 43 | Храмцово          | село             | ↘360      | Слободо-Туринское  |
| 44 | Черёмнова         | деревня          | ↘16       | Усть-Ницинское     |
| 45 | Шадринка          | деревня          | ↘51       | Слободо-Туринское  |
| 46 | Юрты              | деревня          | ↘134      | Ницинское          |

Упразднённые населённые пункты
- Законом Свердловской области от 28 ноября 2001 г. № 64-ОЗ были упразднены деревни Кадцина (Голяковского сельсовета), Куликова (Сладковского сельсовета) и посёлок Раздолье (Слободо-Туринского сельсовета)[38][39].
- Законом Свердловской области от 24 декабря 2019 года деревня Новая (до 1 октября 2017 года входившая в состав Сладковского сельсовета) была упразднена[39][40].
- Деревня Ерзовка упразднена в 2022 году Закон Свердловской области от 19.04.2022 № 40-ОЗ «Об упразднении деревни Ерзовка, расположенной на территории административно-территориальной единицы Свердловской области „Слободо-Туринский район“, и о внесении изменений в отдельные законы Свердловской области»

### Административно-территориальное устройство до 1.10.2017
| №  | Сельсоветы        | Состав                                                                               | Упразднённые после 1991 н.п. | СП мун. района    |
| -- | ----------------- | ------------------------------------------------------------------------------------ | ---------------------------- | ----------------- |
| 1  | Бобровский        | село Бобровское                                                                      |                              | Ницинское         |
| 2  | Голяковский       | деревни Голякова, Ермакова, Замотаева, Зуева, Мельникова                             | деревня Кадцина              | Усть-Ницинское    |
| 3  | Краснослободский  | село Краснослободское, деревня Ивановка, посёлок Рассвет                             |                              | Усть-Ницинское    |
| 4  | Куминовский       | село Куминовское, деревня Барбашина                                                  |                              | Сладковское       |
| 5  | Липчинский        | село Липчинское, деревни Бурмакина, Голышева, Ёлкина, Ермолина, Калугина, Мельничная |                              | Усть-Ницинское    |
| 6  | Ницинский         | село Ницинское, посёлок Звезда, деревня Юрты                                         |                              | Ницинское         |
| 7  | Пушкарёвский      | сёла Пушкарёво 1-е, Пушкарёво 2-е, деревня Суханова                                  |                              | Сладковское       |
| 8  | Решетниковский    | деревни Решетникова, Городище, Овчинникова, Сагай, Шадринка                          |                              | Слободо-Туринское |
| 9  | Сладковский       | село Сладковское, деревни Андронова, Макуй, Новая, Томилова                          | деревня Куликова             | Сладковское       |
| 10 | Слободо-Туринский | село Туринская Слобода, деревни Малиновка, Фалина                                    | посёлок Раздолье             | Слободо-Туринское |
| 11 | Тимофеевский      | село Тимофеево, деревни Красный Яр, Маркова                                          |                              | Слободо-Туринское |
| 12 | Усть-Ницинский    | село Усть-Ницинское, деревня Ерзовка, Жирякова, Лукина, Черемнова                    |                              | Усть-Ницинское    |
| 13 | Храмцовский       | село Храмцово, деревня Давыдкова, Коржавина                                          |                              | Слободо-Туринское |

## Достопримечательности
- Вязовые лески
- Гимченское болото
- Болото Дикое-Ремник
- Тегенское болото
- Остатки Введенского женского монастыря
- Старинная часовня в деревне Марковой
- Троицкая церковь в селе Усть-Ницинское (1773 год)
- Крестовоздвиженская церковь в селе Куминовское (1810 год)
- Пограничный знак «Урал—Сибирь» возле деревни Мельниковой

## Известные люди
В деревне Пушкарёво Сладковского сельского поселения родился Герой Российской Федерации, участник первой и второй чеченской войны, майор милиции Виктор Степанович Чечвий.